# استپان باندرا
استپان اندریویچ باندِرا (به اوکراینی: Степан Андрійович Бандера)؛ (به لهستانی: Stepan Andrijowycz Bandera)؛ (به روسی: Степан Андреевич Бандера)؛ (۱ ژانویه ۱۹۰۹ – ۱۵ اکتبر ۱۹۵۹) یک فعال سیاسی و متحد نازیسم هیتلری و رهبر ملی و استقلال اوکراین بود.
استپان باندار در دهه چهل میلادی یکی از حامیان سرسخت ملی‌گرایی در اوکراین و بنیان‌گذار ارتش شورشیان در این کشور بود. وی در میان مردم غرب اوکراین به عنوان قهرمان مقاومت شناخته می‌شود. اما عملکرد وی در برابر دولت نازی آلمان به شدت مورد انتقاد است. باندرا و گروهش پیش از پایان جنگ جهانی دوم به یکی از متحدان آلمان تبدیل شده بودند. دولت لهستان معتقد است این ملی‌گرای اوکراینی مسئول مرگ صدهزار غیرنظامی لهستانی در جنگ جهانی دوم است.
در ماه‌های اولیه جنگ جهانی دوم استپان باندرا با آلمان نازی همکاری کرد اما در ۱۵ سپتامبر سال ۱۹۴۱ پس از آنکه اوکراین را یک کشور مستقل اعلام کرد، دستگیر شد و سپس به اردوگاه کار اجباری زاخسنهاوزن فرستاده شد.
در سال ۱۹۴۴ آلمان نازی با از دست دادن برتری خود در جنگ و پیش از پیشروی متفقین باندرا را به این امید که او از پیشروی نیروهای شوروی جلوگیری کند، آزاد کرد.
استپان باندرا پس از جنگ در سال ۱۹۵۹ در مونیخ آلمان توسط کاگ‌ب (آژانس امنیت ملی شوروی سابق) ترور شد.

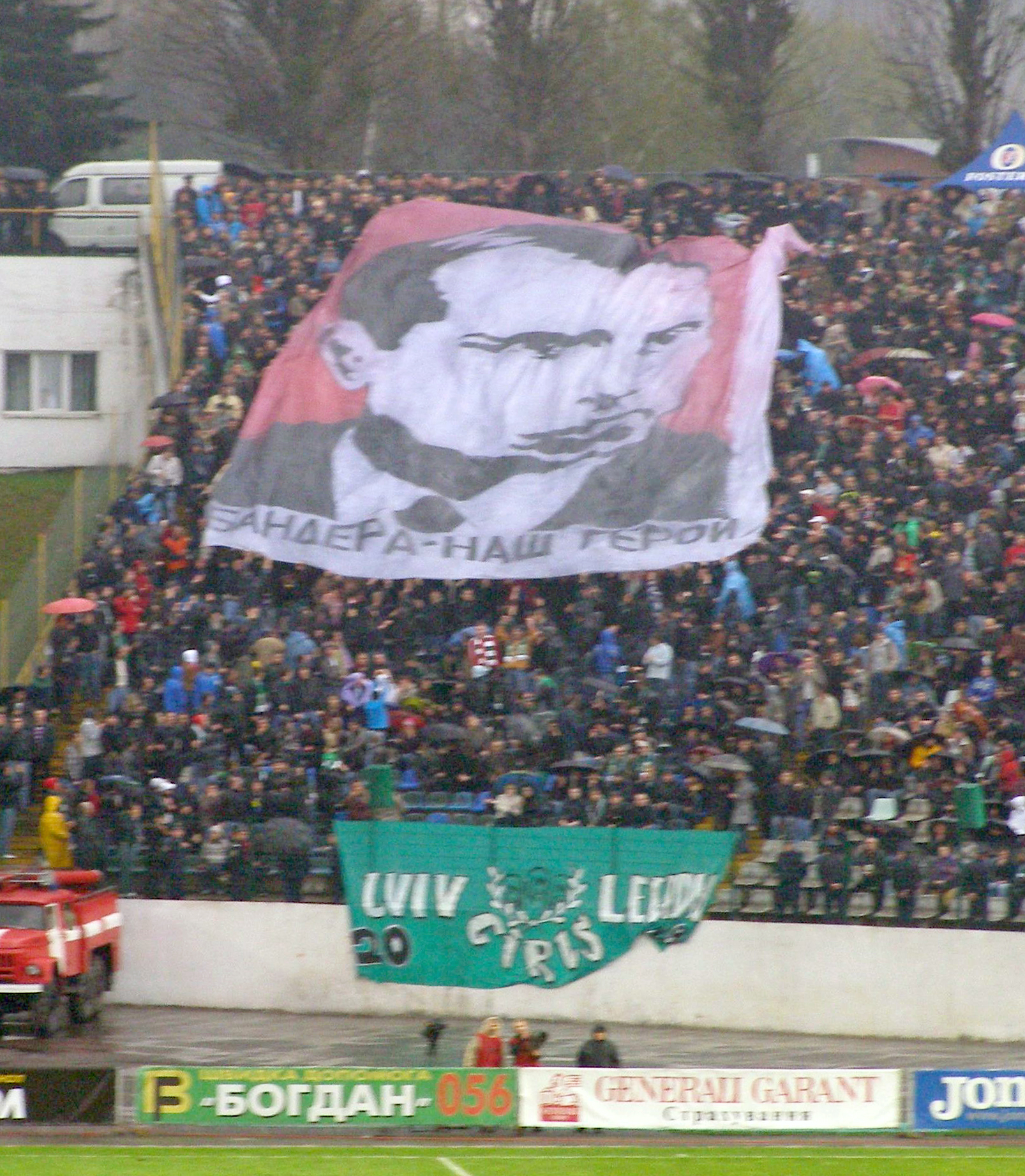
طرفداران تیم اوکراینی فوتبال بنری حمل می‌کنند با عنوان "باندرا – قهرمان ما"

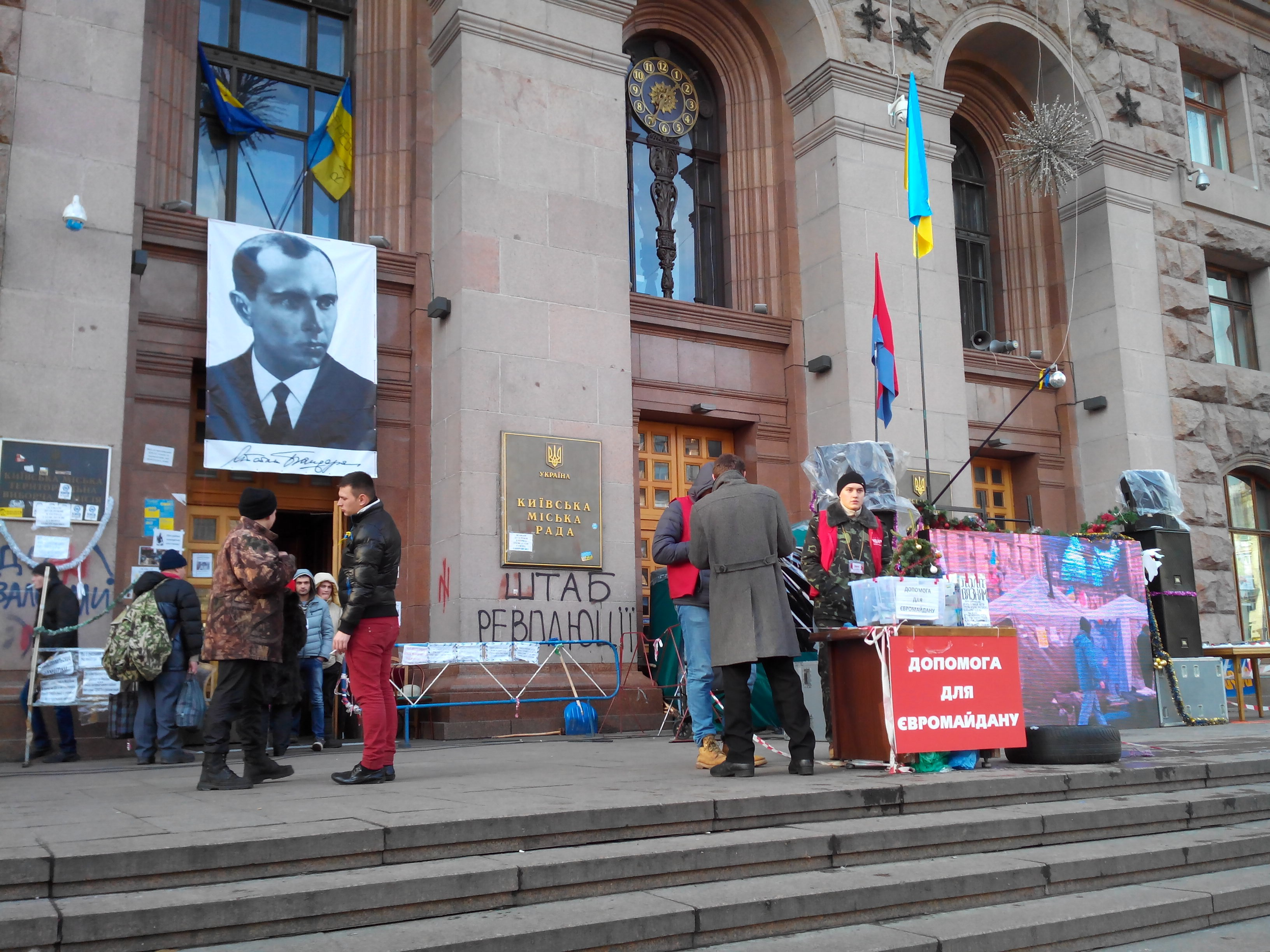
یورومیدان، کیف، ژانویه ۲۰۱۴. در مقابل ورودی یک پرتره از باندرا وجود دارد.

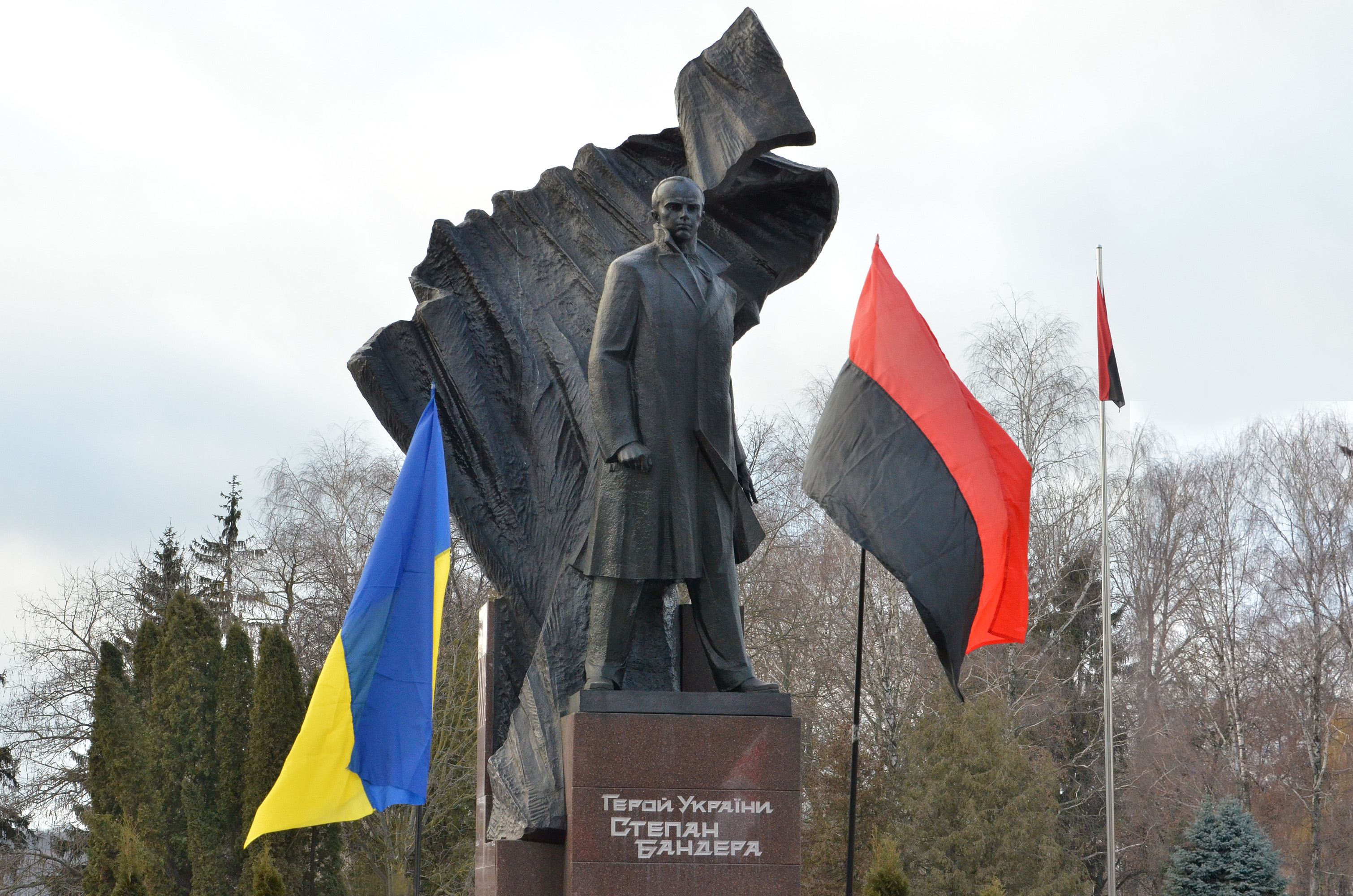
استپان باندرا تندیس ترنوپیل.

در ۲۲ ژانویه ۲۰۱۰ ویکتور یوشچنکو، رئیس‌جمهور اوکراین، به باندرا عنوان قهرمان اوکراین اهدا کرد. این جایزه توسط پارلمان اروپا محکوم شد. این اظهارات خشم اکثریت روس‌زبان اوکراین و مدافعان حقوق بشر در اوکراین را در پی داشت. در این راستا شمار زیادی از معترضان در ورشو پایتخت لهستان دست به راهپیمایی زدند. در آوریل ۲۰۱۰ سازمان‌های روسی، لهستانی و یهودی در اعتراض به این اقدام دست به اعتراض زدند و در اوکراین با رای دادگاه این جایزه غیرقانونی اعلام و در ژانویه ۲۰۱۱ رسماً لغو شد.
باندرا در اوکراین و در سطح جهانی همچنان بحث‌برانگیز است.